# Kurfurstendömet Trier
Kurfurstendömet Trier (tyska: Erzstift und Kurfürstentum Trier eller Kurtrier) var ett furstbiskopsdöme i den Kurrhenska kretsen i det Tysk-romerska riket som existerade från cirka 900 till 1801.

## Ärkebiskops- och kurfurstendöme
Trier blev redan under 200-talet biskopsdöme, och i slutet av 700-talet, under Karl den stores regering upphöjt till ärkebiskopsdöme.
Från omkring år 900 regerade ärkebiskopen även som furste över ett territorium, Erzstift, dock inte geografiskt överensstämmande med det kyrkliga biskopsdömet, Erzbistum.
Triers ärkebiskop hade en hög ställning inom det Tysk-romerska riket. Liksom Kölns och Mainz ärkebiskopar, blev denne en av sju furstar som på 1200-talet utsågs till kurfurstar.

## Slutet
De franska revolutionskrigen, från 1792 och framåt, ledde till att kurfurstendömet Trier upplöstes år 1801. Efter Wienkongressen hamnade territoriet huvudsakligen under preussiskt styre.